# Аркебузири
Аркебузири (енгл. Harquebusier) су били тешка коњица наоружана ватреним оружјем, која је у 16. веку заменила витезове у Италији и Светом римском царству. За разлику од рајтера, који су били наоружани пиштољима, аркебузири су били наоружани примитивним карабином - кратком коњичком аркебузом или мускетом, а од раних кирасира разликују се знатно лакшим оклопом.

## Позадина
У апсолутистичким државама, које се формирају након средњег века, коњица, као и пешадија, постаје искључиво најамничка. Узастопни порази бургундских и француских витезова, најбољих у Европи тог доба, у сукобима са дисциплинованим стројевима швајцарских пешака-копљаника током бургундских и италијанских ратова (од 1475. до 1525.) довели су до постепеног напуштања копља као главног оружја тешке коњице у Европи. На овај развој имало је утицаја и ватрено оружје.

## Историја
Коњаници-стрелци крајем 15. века постепено одбацују лук и самострел да би прихватили аркебузу, једну од првих врста ручног ватреног оружја. Прве коњанике аркебузире формирао је 1496. у Италији Камило Вители; од 1512. до средине 16. века прихваћени су и у Француској, али борили су се упоредо са тзв. жандармима, који још увек имају копља. Аркебузири су убрајани у тзв. средњу коњицу: имали су пројектилно оружје (као лака коњица) и оклоп (као тешка коњица). Оклоп раних аркебузира био је сличан витешком, са изузетком оклопа за ноге, који је замењен високим јахаћим чизмама (пошто су повреде на ногама биле реткост при борби на одстојању); касније је оклоп постао лакши. Немачки аркебузири у служби Хабсбуршке монархије истакли су се у борбама против Турака током 16. века ; против турске коњице бранили су се ватром с места. Почетком 17. века, када је карабин заменио аркебузу, коњаници наоружани ватреним оружјем називају се карабињери.